# Knorkator
Knorkator är ett humoristiskt hårdrocksband från Berlin (Tyskland) som varit aktivt sedan 1994. 

## Medlemmar

### Nuvarande medlemmar
- Stumpen (Gero Ivers) – sång (1994–2008, 2011–)
- Alf Ator (Alexander Thomas) – keyboard, sång (1994–2008, 2011–)
- Buzz Dee (Sebastian Baur) – gitarr (1996–2008, 2011–)
- Rajko Gohlke – basgitarr (2011–)
- Nick Aragua (Nicolaj Gogow) – trummor (2003–2008, 2011–2012, 2014–)

### Tidigare medlemmar
- Tim Buktu (Tim Schallenberg) – basgitarr (2003–2008; †2017)
- Chrisch Chrasch (Christian Gerlach) – trummor (1998–2003)
- J. Kirk Thiele – gitarr (1994–1997)
- Thomas Görsch – trummor (1994–1998)
- Sebhead Emm (Sebastian Meyer) – trummor (2012–2014)

## Diskografi

### CD
- 1998: The Schlechtst of Knorkator
- 1999: Hasenchartbreaker
- 2000: Tribute to uns selbst
- 2002: High Mud Leader
- 2003: Ich hasse Musik
- 2007: Das nächste Album aller Zeiten
- 2010: Knorkator – Mein Leben Als Single
- 2011: Es werde Nicht
- 2014: We Want Mohr
- 2015: KnorkaTourette (live)
- 2016: Ich bin der Boss
- 2019: Widerstand ist zwecklos

### DVD
- 2005: Zu alt
- 2008: Weg nach unten
- 2011: Abschiedskonzert
- 2014: Zitadelle
- 2015: KnorkaTourette
- 2016: Karaoke

### Singlar / EP
- 1995: A (EP)
- 1998: "Böse"
- 1999: "Weg nach unten"
- 1999: "Buchstabe"
- 2000: "Ick wer zun Schwein"
- 2000: "Ich lass mich klonen"
- 2000: "Komm wieder her"
- 2003: "Der ultimative Mann"
- 2006: "Wir werden"
- 2007: "Alter Mann"
- 2007: "www.einliebeslied.com"
- 2008: "Kinderlied"